# Песценній Нігер

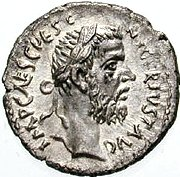
Песценній Нігер

Песценній Нігер (повне ім'я — Гай Песценній Нігер Юст, лат. Gaius Pescennius Niger Iustus, * бл. 140  — † 194) — претендент на верховну владу у Стародавньому Римі з 193 по 194.

## Походження
Майбутній імператор Песценній Нігер народився в сім'ї вершників у 135 році або в 140 році в південному італійському містечку Аквін. Його батьком був Анній Фуск, матір'ю Лампрідія, а «дідом — попечитель Аквіна». На початку правління Марка Аврелія він служив в армії і воював з маркоманами на дунайському кордоні. Приблизно в той же період Песценній Нігер був призначений префектом допоміжної когорти. При синові Марка Аврелія — Коммоді, майбутній імператор займав посаду військового трибуна, а потім був переведений в Дакію, де прославився успішною війною проти сарматських племен разом з Клодієм Альбіном. За цю заслугу Коммод звів Песценнія Нігера в ранг сенатора. Після повстання Матерна в 185 році, який випустив в'язнів декількох в'язниць і розоряв Лугдунську Галлію, Нігер був перекинутий у цю провінцію зі званням намісника і розгромив залишки бунтівних банд з VIII августівським легіоном.

## Боротьба за владу
Через деякий час Песценній Нігер займав посаду консула-суфекта в невідомий рік, а у 191 році за сприяння фаворита Коммода — Нарциса він був направлений до Сирії легатом пропретора, де дислокувалися два легіони. Песценній Нігер був дуже популярним воєначальником у Римі і, коли після вбивства Коммода імператором став літній префект Пертінакс, багато хто сподівався, що той призначить Нігера своїм спадкоємцем. Але Пертінакс був убитий преторіанцями і престол зайняв Дідій Юліан, який виплатив гвардійцям велику суму грошей. Тут же серед простого римського населення спалахнув бунт з метою зведення Песценнія Нігера на престол. Ходили чутки, що після придушення заколоту Дідій Юліан відправляв до Сирії центуріона Аквілія з наказом вбити Нігера, але його задум закінчився невдачею. Дізнавшись про це, Песценній Нігер вирішив дозволити сирійським легіонам проголосити себе імператором, що й відбулося в кінці квітня 193 року. Він прийняв прізвисько Юста, яке показувало, що йому благоволить Юстиція (у грецькій міфології Астрея) — богиня справедливості. Історик Геродіан повідомляє, що після промови Песценнія Нігера перед населенням Антіохії: «Негайно все військо та юрба, що зібралася, проголосили його імператором і назвали Августом; накинувши на нього імператорську порфіру й нашвидкуруч зібравши інші знаки імператорської відмінності, вони ведуть Нігера з преднесенням смолоскипа до храмів Антіохії і доставляють в його житло, вважаючи останнє вже не приватним будинком, а імператорським палацом і прикрасивши його ззовні усіма імператорськими символами».
Пізніше пропаганда імператора Септимія Севера стверджувала, що Нігер був першим хто повстав проти влади Дідія Юліана, але це була неправда, тому що сам Север був проголошений імператором ще 9 квітня. Хоча Песценній Нігер відправив своїх послів до Рима, щоб оголосити про свої претензії на престол, його посланці були перехоплені солдатами Севера. Оскільки Нігер знайшов серйозну підтримку у всіх східних провінціях, Септимий Север з Паннонії рушив із армією на Рим, в який він увійшов після вбивства Дідія Юліана в червні 193 року. Відразу після захоплення Рима Септимій Север укладає зі своїм суперником Клодієм Альбіном союз, всиновлює його і проголошує цезарем. Альбін розумів, що своєю армією (у нього під контролем було всього три легіони) він не зможе протистояти лояльним Северу військам (близько дванадцяти легіонів).